# Mabo (Togo)
Pour les articles homonymes, voir Mabo.
Mabo est une petite ville du Togo située dans la Préfecture de Bassar, dans la région de la Kara

## Géographie
Mabo est situé à environ 61 km de Kara.

## Vie économique
- Marché paysan tous les lundis
- Atelier de ferblanterie

## Lieux publics
- École primaire